# Lotnictwo towarzyszące

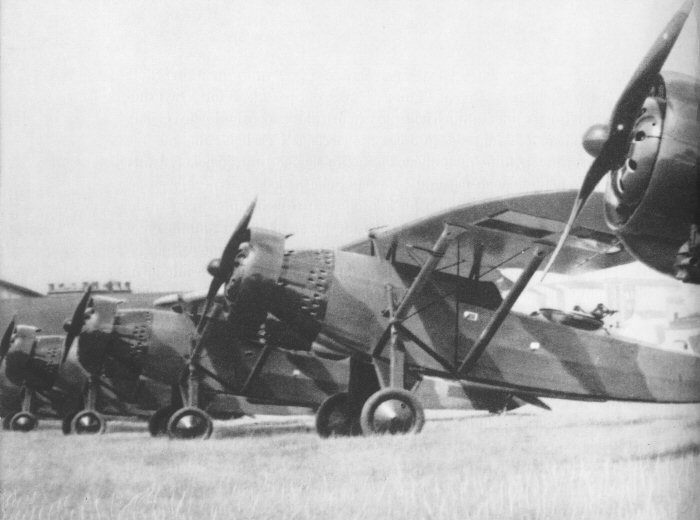
Lublin R.XIII

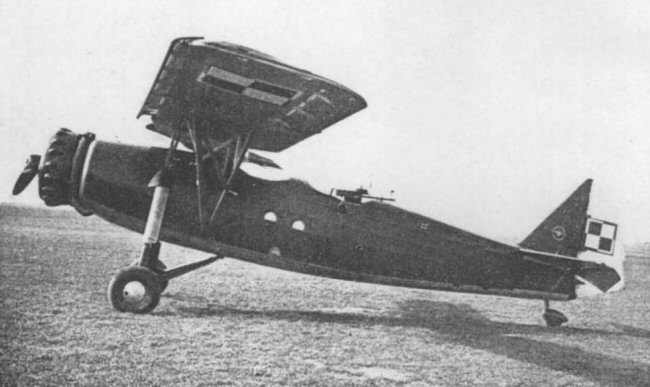
RWD-14 Czapla

Lotnictwo towarzyszące – rodzaj lotnictwa Wojska Polskiego w II Rzeczypospolitej, w ówczesnym żargonie nazywany „pasikonikami”.
Realizując Wytyczne Głównego Inspektoratu Sił Zbrojnych” z 1926, rozkazem L. dz. 1513/29, tj. Og.-Org. Ministra Spraw Wojskowych powołano jednostki lotnicze bliskiego wsparcia i współpracy z wojskami lądowymi.
13 lipca 1931 roku szef Sztabu Głównego generał dywizji Tadeusz Piskor zatwierdził do użytku służbowego „Regulamin lotnictwa {\displaystyle {\tfrac {L.1}{1931}}}”. Regulamin obejmował zasady użycia i działań taktycznych lotnictwa opartych na zasadach zawartych w „Ogólnej instrukcji walki”.
Regulamin rozróżniał cztery rodzaje lotnictwa: myśliwskie, liniowe, towarzyszące i bombardujące, a ponadto stanowił, że „bronią lotnictwa jest samolot wraz z całym wyposażeniem”.
Podstawowymi zadaniami lotnictwa towarzyszącego była współpraca z broniami głównymi (piechotą, kawalerią i artylerią), utrzymanie łączności, rozpoznanie bojowe i ewentualnie rozpoznanie bliskie. Lotnictwo towarzyszące wykonywało postawione przed nim zadania „w ramach wielkich jednostek”.
Podstawową jednostką organizacyjną i taktyczną był pluton lotnictwa towarzyszącego w składzie 3-4 samolotów. Dowódca plutonu lotnictwa towarzyszącego przydzielonego do wielkiej jednostki obejmował funkcję dowódcy aeronautyki dywizji piechoty lub brygady kawalerii, a ponadto kierował lotniczą służbą informacyjną .
Dla potrzeb lotnictwa towarzyszącego został opracowany specjalny typ samolotu towarzyszącego. Samolotem towarzyszącym przyjętym na uzbrojenie lotnictwa został Lublin R.XIII. Regulamin opisywał nie tylko cechy dodatnie samolotu towarzyszącego, jak „łatowość startu i lądowania, dobra widoczność i dostateczna zwrotność”, ale wskazywał również jego cechy ujemne, jak „słabość uzbrojenia i mała szybkość pozioma”. Wszystkie samoloty towarzyszące były wyposażone w podchwytywacze meldunków, które służyły do „zabierania przez samolot w powietrzu dokumentów pisemnych, przygotowanych przez oddziały” .
Lotniska polowe dzieliły się na podstawowe, wysunięte, zapasowe oraz lądowiska. Lotnisko podstawowe dla jednostki towarzyszącej powinno być usytuowane jak najbliżej dowódcy, na którego korzyść miało pracować .
„Samoloty używane w charakterze gońców były nazywane łącznikowymi”. Były przeznaczone przede wszystkim do „zapewnienia styczności osobistej oraz przekazywania rozkazów lub meldunków między dowódcą przełożonym, a jego podwładnym i odwrotnie oraz jednostkami lotnictwa”. Samoloty łącznikowe wykonywały zadania lądując lub zrzucając rozkazy i inne dokumenty na posterunki łączności z samolotami za pomocą meldunków ciężarkowych. W wypadku, gdy lądowanie nie było możliwe, rozkazy lub meldunki były odbierane za pomocą „podchwytywacza”. Do łączności miały być wykorzystane samoloty specjalne. Za najodpowiedniejszy do zadań łączności spośród samolotów bojowych uznano samolot towarzyszący .
Lotnik podejmował meldunek z „przekazywacza” tylko wtedy, gdy dowództwo tego wyraźnie żądało za pomocą odpowiedniego sygnału oraz określeniu dokładnego miejsca postoju posterunku przekazującego meldunek, kierunku wiatru i podejścia. Zaletą tego środka łączności miała być możliwość przekazywania rozkazów i meldunków pisemnych w ciągu krótkiego czasu bez potrzeby lądowania. Wadą była zależność od terenu, położenia bojowego oddziału przekazującego i koniecznych urządzeń na ziemi .
Każde dowództwo do batalionu (dywizjonu, szwadronu) włącznie miało posiadać „płachtę tożsamości” i „płachty sygnalizacyjne”. Pierwsze, zgodnie z nazwą, służyły do potwierdzenia własnej tożsamości oraz określenia miejsca postoju, natomiast drugie pozwalały poszczególnym dowódcom podawać lotnikowi pewną liczbę regulaminowych lub umówionych sygnałów. Rodzaj oraz sposób użycia płacht sygnalizacyjnych omawiała odrębna instrukcja. „Wskaźniki płacht tożsamości” były przydzielane na pewien czas przez szefa łączności. Kombinacje sygnałów złożonych z płacht sygnalizacyjnych były układane obok płacht tożsamości i orientowane w kierunku nieprzyjaciela. Wszystkie płachty były z jednej strony białe, a z drugiej czerwone, co miało umożliwić ich łatwe rozpoznanie przez lotnika niezależnie od warunków terenowych i pogodowych .
Stałymi znakami tożsamości samolotów były numery i znaki umieszczone na kadłubie samolotów, które służyły do odróżniania przynależności samolotów do poszczególnych eskadr i odróżniania obsad w lotach grupowych .
Samoloty pracujące na korzyść dowódców, wykonujące dozorowanie, były ubezpieczane przeważnie przez patrolowanie obronne, natomiast samoloty rozpoznania bliskiego przez towarzyszenie lub osłonę. Patrolowanie obronne wykonywało lotnictwo myśliwskie w składzie nie mniejszym niż jeden klucz (trzy samoloty). Ugrupowanie samolotów myśliwskich realizujących patrolowanie obronne nazywano patrolem obronnym. Jeden patrol obronny powinien skutecznie ubezpieczyć strefę szerokości 10–12 km. Patrole leciały około 500 m wyżej od samolotów ubezpieczanych, w taki sposób by niezależnie od warunków atmosferycznych mieć dobrą widoczność i możliwość natychmiastowej interwencji. Osłonę wykonywało także lotnictwo myśliwskie przy czym nie mogło ono działać dalej jak 20–25 km w głąb terenu nieprzyjaciela. W wypadku, gdy brak było lotnictwa myśliwskiego samoloty artylerii mogły być ubezpieczane przez towarzyszenie. Przez towarzyszenie rozumiano sytuację, gdy samolot ubezpieczający i samolot ubezpieczany należały do tego samego typu .
Walka samolotów towarzyszących, prowadzona w celu samoobrony, była nazywana walką obronną. Walka obronna była koniecznością i należało ją zawsze przyjąć i prowadzić, jeżeli wymagało tego zadanie. Natomiast, gdy istniały możliwości wykonania zadania bez przyjmowania walki należało jej unikać. Walkę obronną prowadziły samoloty lecące pojedynczo lub samoloty lecące w szyku. Obrona samolotów lecących w szyku polegała na jego ściśnieniu i ześrodkowaniu ognia w dowolnym kierunku oraz ostrzelaniu martwych pól sąsiednich samolotów, a także utrzymaniu szyku. Szyk nie wykonywał w czasie walki żadnego manewru ruchem, ograniczając się wyłącznie do manewru ogniowego. Odłączenie się samolotu od szyku było niedopuszczalne ponieważ osłabiało jego siłę obronną i narażało na zniszczenie .
Z uwagi na charakter działalności nazwano je lotnictwem towarzyszącym. Plutony i eskadry towarzyszące, przydzielano do poszczególnych dywizji piechoty lub brygad kawalerii. jako że doświadczenia szkoleniowe wykazały dużą przydatność i szerokie zastosowanie tego typu jednostek lotniczych, zdecydowano się na organizację eskadr towarzyszących w poszczególnych pułkach lotniczych. Pierwotnie eskadry wyposażone były w samoloty towarzyszące Lublin R-XIII.
Podstawowe zadania lotnictwa towarzyszącego:
- bliskie rozpoznanie, zrzucanie i podchwytywanie meldunków, wykrywanie stanowisk ogniowych nieprzyjaciela, kierowanie ogniem artylerii
- bliskie rozpoznanie taktyczne (rozpoznanie kolumn nieprzyjaciela, czyli długość kolumn, rodzaj maszerujących wojska, jego potencjał i kierunek marszu)
- utrzymanie łączności z Wielkimi Jednostkami (przechwytywanie meldunków i zrzucanie ich na placówki łączności)
- współpraca z artylerią (wykrywanie stanowisk ogniowych nieprzyjaciela, kierowanie ogniem artylerii)

W lecie 1939 w każdym pułku lotniczym jedna z eskadr towarzyszących została przezbrojona w samoloty RWD-14 „Czapla”. Zbyt późno uruchomiono seryjną produkcję udanych LWS-3 „Mewa”, aby nimi uzbroić eskadry towarzyszące. Prototypy tych maszyn zostały użyte między innymi przez lotników 26 eskadry obserwacyjnej.
Ostatecznie eskadry wyszły na wojnę z przestarzałymi samolotami R-XIII czy RWD-14 „Czapla”.
„Ogólne wytyczne użycia lotnictwa” określały wojenne użycie eskadr towarzyszących (obserwacyjnych):

„...Lotnictwo towarzyszące (przy obecnym wyposażeniu) może wykonać rozpoznanie bojowe znad własnych linii, względnie wykonując krótkie wypady na najbliższe tyły npla i to w okresach dnia, w których działalność lotnictwa myśliwskiego jest najmniejsza...
...Lotnictwo towarzyszące, przy swej małej szybkości, będzie wrażliwe na działanie czynnych środków przeciwlotniczych. Dla zmniejszenia skutków działania, rozpoznanie przedmiotów położonych na tyłach przeprowadzić przy pomocy krótkich wypadów skierowanych na dany przedmiot rozpoznania...”

Lotnictwo obserwacyjne (towarzyszące) liczyło w dniu rozpoczęcia wojny 12 eskadr po 7 samolotów każda i zostało oddane do dyspozycji poszczególnych dowództw lotnictwa armijnego. Wcześniej, 24 sierpnia eskadry o numerach: 19, 29, 39, 49, 59 i 69 zostały rozwiązane, a ich personel i samoloty posłużyły do wzmocnienia pozostałych eskadr.
Z uwagi na mierne osiągi techniczne i uzbrojenie samoloty eskadr obserwacyjnych nie bardzo nadawały się do „rozpoznania znad własnych linii i wykonywania wypadów na najbliższe tyły wroga”.
Pierwsze dni kampanii wrześniowej przyniosły eskadrom ciężkie straty w załogach i samolotach. Przyczyną było też przyzwyczajenie do swobodnego i bezpiecznego latania podczas pokojowych ćwiczeń i manewrów. Załogi „zapominały” śledzić niebo pełne samolotów Luftwaffe i zwracać baczną uwagę na obronę przeciwlotniczą wroga, a nawet oddziałów własnych. Po bolesnych stratach zaczęto latać na zadania wczesnym rankiem, zaraz po opadnięciu mgieł lub w późnych godzinach popołudniowych. Latano lotem niskim, najkrótszą trasą, klucząc między naturalnymi przeszkodami terenowymi. Straty zmalały.
Ogółem w okresie 17 dni wojny lotnictwo towarzyszące wykonało ponad 470 zadań rozpoznawczych i około 1000 lotów łącznościowych. Zginęło 21 lotników.
| Jednostka operacyjna                 | Eskadra                         | Samoloty        | Godło |
| ------------------------------------ | ------------------------------- | --------------- | ----- |
| Samodzielna Grupa Operacyjna „Narew” | 13 eskadra towarzysząca         | RWD-14 Czapla   |       |
| Armia „Kraków”                       | 23 eskadra towarzysząca         | RWD-14 Czapla   |       |
| Armia „Kraków”                       | 26 eskadra towarzysząca         | R XIII D Lublin |       |
| Armia „Poznań”                       | 33 eskadra towarzysząca         | RWD-14 Czapla   |       |
| Armia „Poznań”                       | 36 eskadra towarzysząca         | R XIII D Lublin |       |
| Armia „Pomorze”                      | 43 eskadra towarzysząca         | R XIII D Lublin |       |
| Armia „Pomorze”                      | 46 eskadra towarzysząca         | R XIII D Lublin |       |
| Armia „Modlin”                       | 53 eskadra towarzysząca         | RWD-14 Czapla   |       |
| Armia „Karpaty”                      | 56 eskadra towarzysząca         | R XIII D Lublin |       |
| Armia „Łódź”                         | 63 eskadra towarzysząca         | RWD-14 Czapla   |       |
| Armia „Łódź”                         | 66 eskadra towarzysząca         | R XIII D Lublin |       |
| Odwód Naczelnego Dowódcy Lotnictwa   | 16 eskadra towarzysząca         | R XIII D Lublin |       |
|                                      |                                 |                 |       |
| Razem samolotów RWD-14 Czapla        | Razem samolotów RWD-14 Czapla   | 35              |       |
| Razem samolotów R XIII D Lublin      | Razem samolotów R XIII D Lublin | 49              |       |
|                                      |                                 |                 |       |
| Ogółem samolotów towarzyszących      | Ogółem samolotów towarzyszących | 84              |       |